# Archives historiques de l'Union européenne
Les Archives historiques de l'Union européenne (AHUE), situées à Florence en Italie, sont les archives officielles des documents historiques des institutions de l'Union européenne.

Logo des Archives historiques de l'Union européenne.

## Fondements juridiques et histoire
Parties intégrantes de l'Institut universitaire européen (IUE), les AHUE sont un centre de recherche destiné à la conservation des documents d’archives et à l'étude de l’histoire de l'intégration européenne.
En 1983 les AHUE ont été créées afin de mettre en œuvre les dispositions du Conseil des Communautés européennes et de la Commission des Communautés européennes d'ouvrir des archives historiques au public.
Un accord ultérieur en 1984, entre la Commission des Communautés européennes et l’IUE, jette les bases pour l’établissement des Archives à Florence et c’est en 1986 que s’ouvrent les portes des AHUE à la communauté de chercheurs et au public.
En 2011 l’Accord-cadre de partenariat entre l'IUE et Commission européenne est signé, renforçant le rôle des Archives historiques dans la préservation, la valorisation et l'accès aux fonds d'archives des institutions de l'Union européenne et réglementant l'acquisition et le traitement des archives privées.
Avec règlement (UE) 2015/496 le Conseil de l'Union européenne en mars 2015 modifie la décision de 1983.

## Mission
Les AHUE conservent et rendent accessibles les fonds d'archives des institutions et agences européennes  selon le délai légal de 30 ans régissant les règles de communicabilité des documents d’archives des institutions de l'Union européenne.
En outre elles recueillent et préservent les papiers privés de personnalités,  mouvements et organisations internationales impliquées dans le processus d'intégration européenne.
Enfin, elles facilitent la recherche concernant l'histoire de l'Union européenne et des institutions qui l'ont précédée, encouragent l'intérêt public relatif à l'intégration européenne et renforce la transparence dans le fonctionnement des institutions de l'Union européenne.

## Fonds et collections
Les fonds des AHEU sont composés des archives provenant des institutions européennes, des institutions qui les ont précédées et des agences de l'Union européennes.
Parmi ces fonds signalons les archives de la Communauté européenne du charbon et de l’acier (CECA), de la Communauté économique européenne (CEE), de la Communauté européenne de l'énergie atomique (Euratom), de l'Assemblée commune de la CECA, de l'Assemblée parlementaire européenne, de la Cour de justice de l'Union européenne, du Comité économique et social, de la Cour des comptes européenne, et de la Banque européenne d'investissement.
Les AHUE conservent également des dépôts et des collections privées de particuliers, d’organisations et d’associations qui ont mis en œuvre, contribué et soutenu le processus d’intégration et  de coopération européenne aux lendemains de la Seconde guerre mondiale. Il s’agit notamment des documents d'archives de l'Agence spatiale européenne (ESA), de l'Assemblée de l'Union de l'Europe occidentale (UEO), du Conseil des Communes et Régions d'Europe (CCRN), de la Ligue européenne de coopération économique (LECE) et une collection unique d’archives fédéralistes, notamment du Mouvement européen (ME), de l'Union des fédéralistes européens (UEF) et du Centre international de formation européenne (CIFE).
Dans le cadre des activités du groupe de travail européen inter-institutionnel sur la conservation du web, et en collaboration avec la «Internet Memory Foundation», les AHUE ont lancé en 2013 un projet pilote d'archivage des sites des institutions de l'UE. Ces sites Web sont capturés tous les trimestres depuis fin 2013 et mis à disposition sur la page d'accueil des AHUE.

## Siège
Depuis 2012, les AHUE ont leur siège à l'historique Villa Salviati à Florence.
La Villa Salviati est située sur les collines florentines le long de la Via Bolognese et doit son nom à un de ses illustres propriétaires Jacopo Salviati, qui en avait pris possession en 1445. Les Salviati, famille de riches marchands de laine et de banquiers étaient liés au XVe siècle à la famille des Médicis.
La villa et son parc de 14 hectares au cours des 200 dernières années sont passés aux mains de personnalités diverses, italiennes, françaises, suédoises et américaines.
Depuis 2000, Villa Salviati est propriété de l’État italien et, après de vastes travaux de restructuration elle accueille les AHUE et ses 11 000 mètres linéaires de rayonnages créés dans un dépôt souterrain.
Le 17 décembre 2009, Giorgio Napolitano alors Président de la République italienne, inaugure l'ouverture des Archives historiques de l'Union européenne à la « Villa Salviati » qui deviennent pleinement opérationnelles en 2012.

## Services de consultation et aide à la recherche
Les AHUE sont présentes sur le World Wide Web depuis 1995 et ont  mis au point une base de données électronique, en ligne depuis 1991.
Tous les inventaires de ses fonds, de ses collections et de ses programmes d'histoire orale sont publiés et consultables sur son site Internet.
Les AHUE fournissent au portail « Archives Portail EUROPE » les informations concernant son service d’archives et les notices relatives au classement et inventaires de ses fonds institutionnels et créent des liens de partage sur les réseaux sociaux : Facebook, Twitter, YouTube et Flickr.
Un programme de numérisation des documents papiers et des photographies de différents fonds et dépôts lancé en 2006 a permis la numérisation d’environ 14 000 unités d'archives désormais directement consultables sur le site web en format PDF. En outre, 600 transcriptions du programme d'Histoire orale européenne et de nombreux enregistrements audio sont également consultables sur le site.
La salle de lecture à « Villa Salviati » est ouverte au public pour la consultation des fonds. Les AHUE  dispose également d’une bibliothèque de référence spécialisée contenant plus de 20 000 volumes, de la littérature grise et des ressources électroniques.
Les AHUE, en étroite collaboration avec le Département d'Histoire de l'IUE et des partenaires externes, accueillent et organisent des séminaires de recherche, ateliers et conférences. Elles se proposent d'être un lieu de rencontre entre les acteurs et les chercheurs sur les questions de l'intégration européenne. À cette fin, les AHUE codirigent avec le Département d'Histoire de l’IUE le Centre de recherche Alcide De Gasperi pour l'histoire de l'intégration européenne, inauguré le 6 mai 2015 en présence de Maria Romana De Gasperi, fille d'Alcide De Gasperi. Le Centre de recherche Alcide De Gasperi vise à promouvoir des projets de recherche innovateurs et à faciliter l'utilisation de sources primaires. En outre, il coordonne les activités de recherche et encourage les publications sur l'histoire de l'intégration européenne.
La consultation de tous les documents d’archives, collections et interviews conservés aux AHUE soit en ligne soit en salle de lecture est gratuite.